# Thomas Bennett
Thomas Bennett, född 14 augusti 1781 i Charleston, South Carolina, död 30 januari 1865 i Charleston, South Carolina, var en amerikansk politiker (demokrat-republikan). Han var South Carolinas guvernör 1820–1822.
Bennett studerade vid College of Charleston och var verksam som arkitekt och bankir.
Bennett efterträdde 1820 John Geddes som South Carolinas guvernör och efterträddes 1822 av John Lyde Wilson.
Bennett avled 1865 och gravsattes på Magnolia Cemetery i Charleston. Bennettsville har fått sitt namn efter Thomas Bennett.